# Línea 1 (Salamanca de Transportes)
La línea 1 de la red de Autobuses Urbanos de Salamanca une el barrio de La Chinchibarra con el de Buenos Aires, pasando por la Gran Vía.

## Características
La línea 1 enlaza la zona de Los Cipreses, en el barrio de Garrido, con el barrio de Buenos Aires en aproximadamente 30 minutos. Este recorrido también es realizado, en buena medida, en paralelo con la línea 11, con la diferencia de que la línea 1 lo realiza a través de la Gran Vía, mientras que la línea 11 lo hace por Hospitales y solo alcanza el barrio Garrido.
Esta línea se trata de una de las 5 líneas originales con las que comenzó a dar servicio en el año 1987 la actual empresa concesionaria, entonces con el recorrido Estación-Buenos Aires. Es heredera de la primera línea de autobús urbana de Salamanca, entre la Estación de Ferrocarril y el entonces límite del término municipal con Tejares (hoy Avenida de Lasalle), que llevaba prestando servicio desde 1930.
Desde el 1 de mayo de 2024, cumpliendo con la concesión de transporte público del Ayuntamiento de Salamanca que entró en vigor el año anterior, la línea cambia su cabecera de Los Cipreses, alargando su recorrido hasta el Paseo de los Olivos, en el barrio de La Chinchibarra, para poder cubrir las piscinas municipales y el centro de salud de Garrido Norte sumando así una nueva diferencia con la línea 11, que mantiene su cabecera en Los Cipreses.
Al igual que el resto de las líneas urbanas de la ciudad de Salamanca, está operada por Salamanca de Transportes, perteneciente a Grupo Ruiz. 

### Frecuencias
| Lunes a viernes laborables |                |
| de 7:15 a 22:42            | cada 15-20 min |
| Sábados laborables         |                |
| de 8:15 a 22:50            | cada 20-30 min |
| Domingos y festivos        |                |
| de 9:45 a 22:45            | cada 30 min    |

| Lunes a viernes laborables |                |
| de 7:15 a 22:42            | cada 15-20 min |
| Sábados laborables         |                |
| de 8:20 a 22:40            | cada 20-30 min |
| Domingos y festivos        |                |
| de 9:45 a 22:45            | cada 30 min    |

NOTA: La última expedición de cada día finaliza en la Gran Vía.

## Recorrido y paradas

### Sentido Buenos Aires
NOTA: El recorrido de la última expedición diaria finaliza en la parada señalada en amarillo.
| Código | Parada                              | Común con | Otros                                 |
| ------ | ----------------------------------- | --------- | ------------------------------------- |
| 351    | Paseo de los Olivos, 2              |           |                                       |
| 352    | Calle Romero, 2                     |           |                                       |
| 353    | Avenida de Vicente del Bosque, 52   |           |                                       |
| 268    | Avenida de Los Cipreses, s/n        | 11        |                                       |
| 269    | Avenida de Los Cipreses, 84         | 11        |                                       |
| 270    | Paseo de la Estación, 117           | 7 11      | Estación de Salamanca                 |
| 271    | Paseo de la Estación, 85            | 11        |                                       |
| 272    | Paseo de la Estación, 61            | 11        |                                       |
| 2      | Paseo de la Estación, 29            | 10 11     |                                       |
| 3      | Plaza de España, 7                  | 10 11     | Transporte Metropolitano de Salamanca |
| 4      | Plaza del Empresario, s/n           | 2 3 4 8 9 |                                       |
| 222    | Gran Vía, 38                        | 3 4 8 9   |                                       |
| 333    | Gran Vía, 72                        | 3 4 8 9   |                                       |
| 6      | Avenida de los Reyes de España, 32  | 3 9 12    | Transporte Metropolitano de Salamanca |
| 7      | Carretera de La Fregeneda, 8        |           |                                       |
| 8      | Avenida de Lasalle, 4               |           |                                       |
| 9      | Avenida de Lasalle, 58              |           | Transporte Metropolitano de Salamanca |
| 10     | Avenida de Lasalle, frente 95       |           |                                       |
| 11     | Avenida de Lasalle, frente 143      | 11        |                                       |
| 12     | Avenida de Lasalle, 152             | 11        |                                       |
| 13     | Avenida de Juan Pablo II, 12        | 11        | Transporte Metropolitano de Salamanca |
| 14     | Avenida de Juan Pablo II, frente 46 | 11        |                                       |
| 15     | Avenida de Juan Pablo II, s/n       | 11        |                                       |
| 16     | Calle Coria (junto a Iglesia)       | 11        |                                       |

### Sentido Chinchibarra
NOTA: El recorrido de la última expedición diaria finaliza en la parada señalada en amarillo.
| Código | Parada                                   | Común con | Otros                                 |
| ------ | ---------------------------------------- | --------- | ------------------------------------- |
| 16     | Calle Coria (junto a Iglesia)            | 11        |                                       |
| 17     | Avenida de Juan Pablo II, s/n            | 11        |                                       |
| 18     | Avenida de Juan Pablo II, 71             | 11        |                                       |
| 19     | Plaza de Tejares, 2                      | 11        | Transporte Metropolitano de Salamanca |
| 20     | Avenida de Lasalle, 179                  | 11        |                                       |
| 21     | Avenida de Lasalle, 143                  | 11        |                                       |
| 22     | Avenida de Lasalle, 95                   |           |                                       |
| 23     | Avenida de Lasalle, 47                   |           | Transporte Metropolitano de Salamanca |
| 24     | Avenida de Lasalle, 1                    |           |                                       |
| 25     | Carretera de La Fregeneda, 15            |           |                                       |
| 26     | Avenida de Los Reyes de España, 23       | 3 9 12    | Transporte Metropolitano de Salamanca |
| 27     | Gran Vía, 75                             | 3 4 8 9   |                                       |
| 301    | Gran Vía, 45                             | 3 4 8 9   | Transporte Metropolitano de Salamanca |
| 28     | Gran Vía, 25                             | 2 3 4 8 9 |                                       |
| 29     | Paseo de la Estación, 6                  | 11        |                                       |
| 30     | Paseo de la Estación, 80                 | 11        |                                       |
| 31     | Paseo de la Estación, 108                | 11        |                                       |
| 32     | Paseo de la Estación, s/n                | 7 11      | Estación de Salamanca                 |
| 267    | Avenida de Los Cipreses, 81              | 11        |                                       |
| 363    | Avenida de Los Cipreses, 63              |           |                                       |
| 292    | Avenida de Los Cipreses, s/n             |           |                                       |
| 354    | Avenida de Vicente del Bosque, frente 52 |           |                                       |
| 355    | Calle Romero, 1                          |           |                                       |
| 351    | Paseo de los Olivos, 2                   |           |                                       |